# Timișoara
Timișoara (daw. pol. Temeszwar, węg. Temesvár, niem. Temeswar, Temeschwar lub Temeschburg) – miasto w zachodniej Rumunii, ośrodek administracyjny okręgu Temesz, przemysł maszynowy, chemiczny, skórzany, włókienniczy, spożywczy. Ważny węzeł komunikacyjny, uniwersytet. Największe miasto i nieoficjalna stolica Banatu.

## Historia

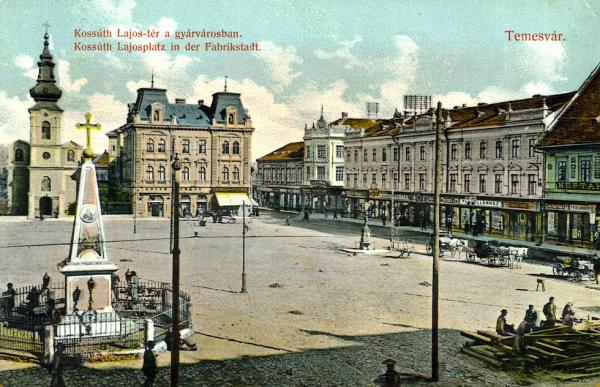
Temeszwar ok. 1900 r.

Pierwsze wzmianki o Timișoarze pochodzą z 1212 roku. W 1316 r. w mieście rezydował król węgierski Karol I Robert, następnie zamek przeszedł w ręce węgierskiego regenta i wojewody siedmiogrodzkiego Jana Hunyadyego. 20 lipca 1514 r. w mieście został okrutnie stracony György Dózsa – przywódca powstania chłopskiego na Węgrzech i w Siedmiogrodzie. W 1552 roku, po ponad miesięcznym oblężeniu, miasto bronione przez załogę dowodzoną przez Istvána Losonciego zajęli Turcy. Po 164 latach Timișoara na 200 lat znalazła się pod panowaniem Austrii, a następnie należała do węgierskiej części monarchii austro-węgierskiej. W sierpniu 1849 r. Węgrzy i Polacy dowodzeni przez gen. Józefa Bema stoczyli tu jedną z bitew powstania węgierskiego.
W XIX w. węgierski Temeszwar jako pierwsze miasto w Europie i drugie na świecie po Nowym Jorku otrzymał elektryczne oświetlenie uliczne.
20 grudnia 1989 roku po krwawych zamieszkach Timișoara została ogłoszona pierwszym wolnym miastem w Rumunii. Powodem wybuchu buntu było przymusowe przesiedlenie węgierskiego pastora ewangelickiego Lászlo Tőkésa zorganizowane przez tajną policję Securitate.

## Demografia
Według spisu z 2002 r. miasto Timișoara liczyło 317 660 mieszkańców. Skład etniczny według spisu z 2002 roku:

- Rumuni: 271 677 (85,52%)
- Węgrzy: 24 287 (7,64%)
- Niemcy: 7157 (2,25%)
- Serbowie: 6311 (1,98%)
- Romowie: 3062 (0,96%)
- Bułgarzy: 1218 (0,38%)
- Ukraińcy: 762 (0,23%)
- Słowacy: 570 (0,17%)
- Żydzi 367 (0,11%)
- Włosi 203 (0,06%)
- Grecy 199 (0,06%)
- Czesi 171 (0,05%)
- Chorwaci 142 (0,04%)
- Rosjanie 85 (0,02%)
- Turcy 59 (0,01%)
- Polacy 56 (0,01%)

## Transport

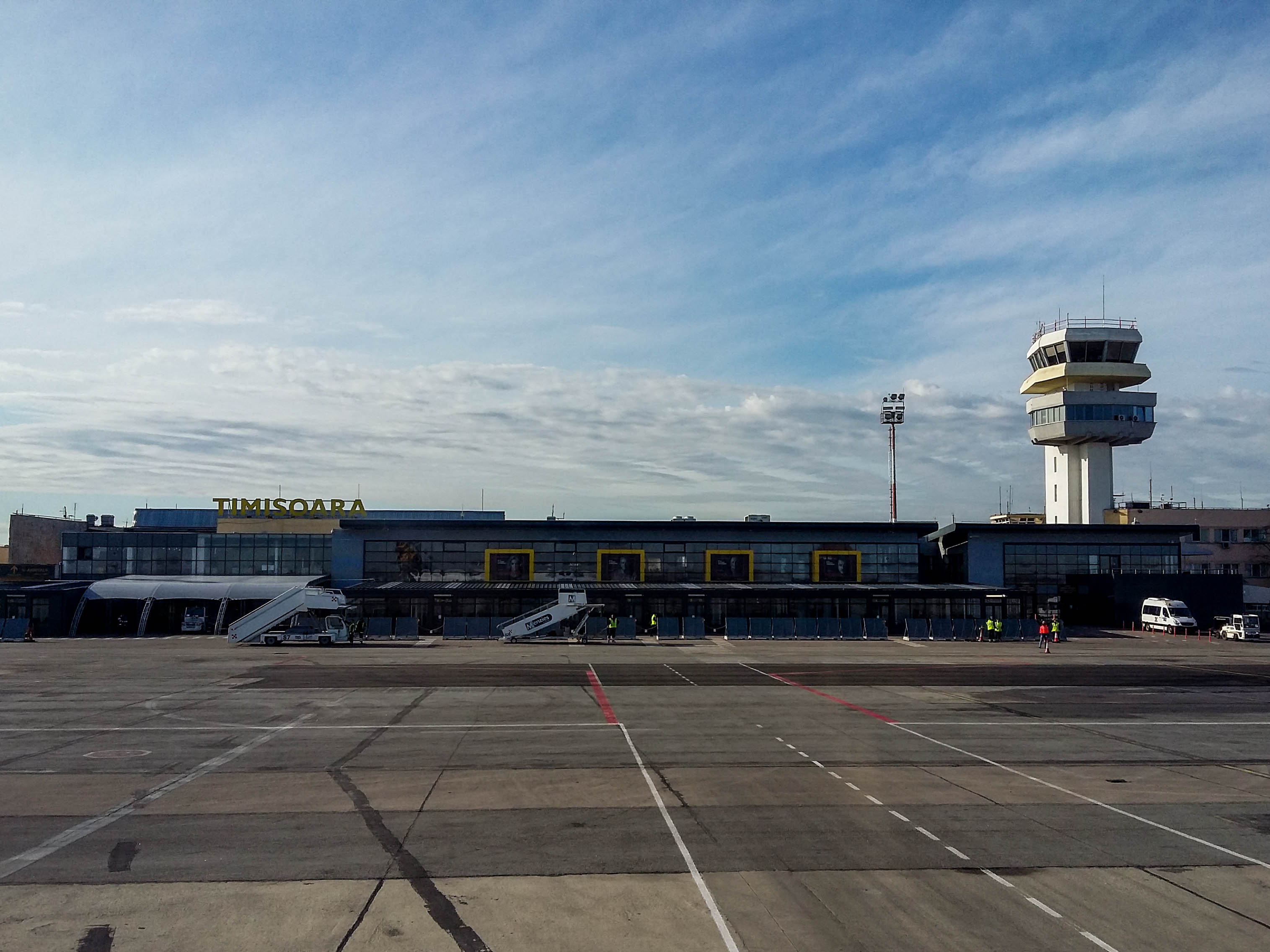
Port lotniczy Timișoara „Traian Vuia”

W mieście znajduje się międzynarodowy Port lotniczy Timișoara.
Główną stacją kolejową jest Timișoara Nord.

## Zabytki

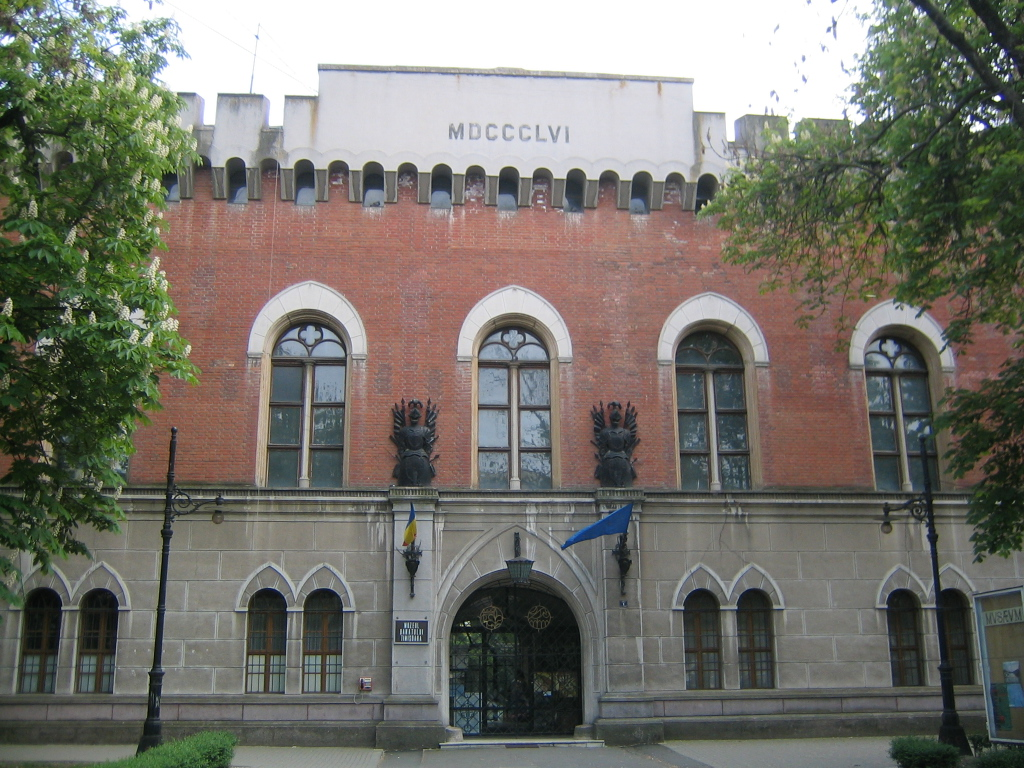
Zamek Hunyadych

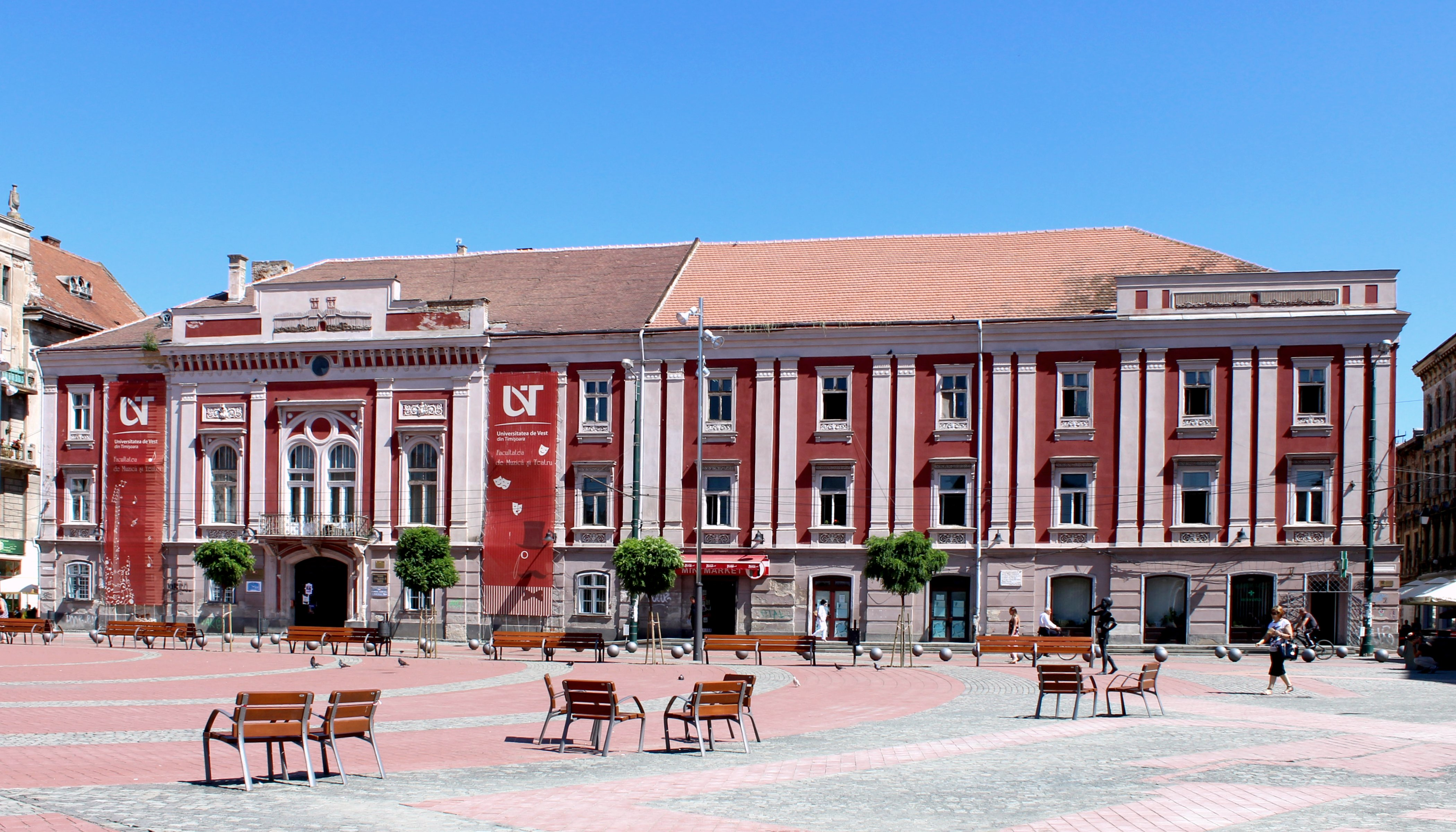
Stary Ratusz

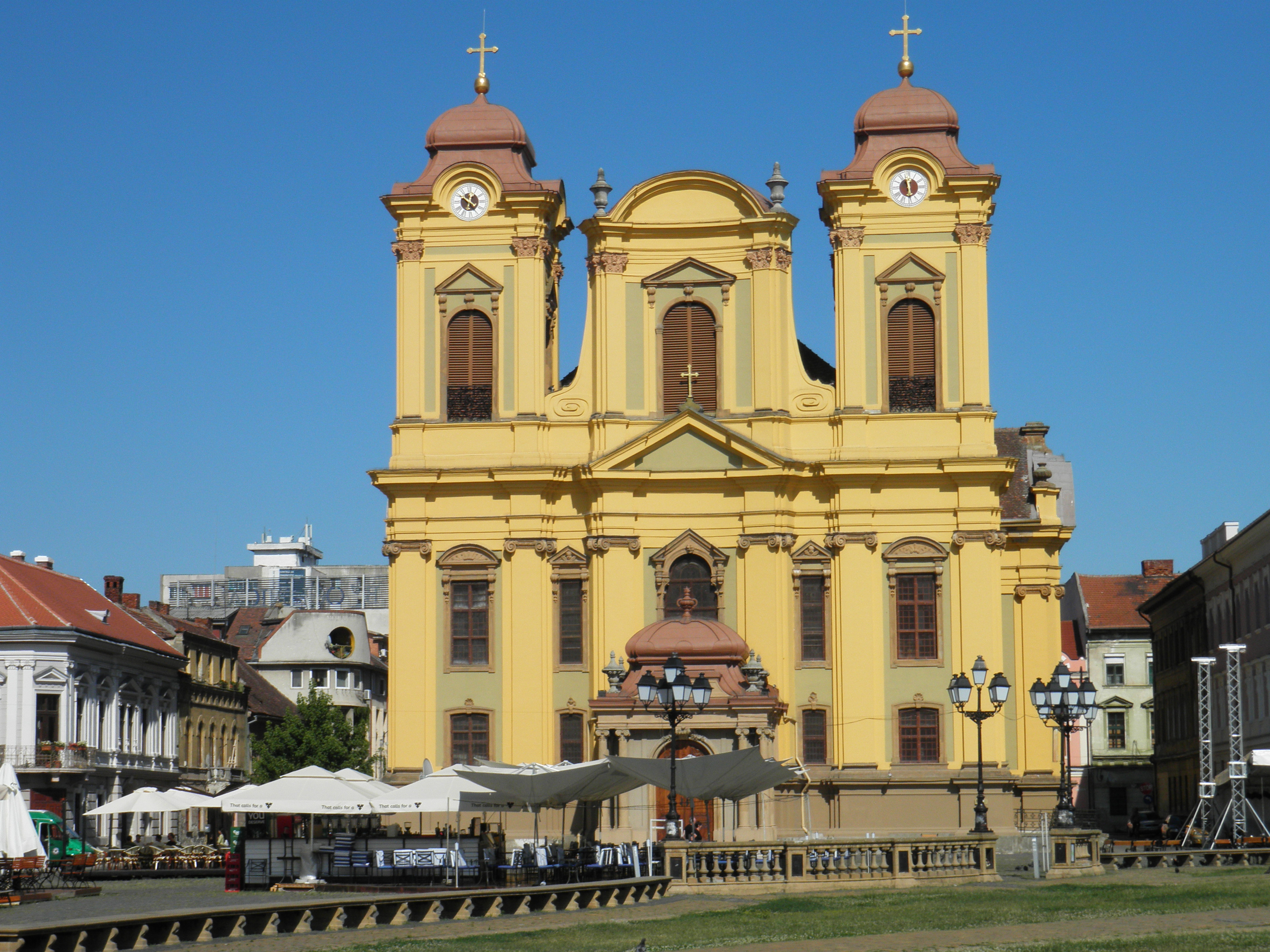
Katedra św. Jerzego

- Zamek Hunyadych(inne języki) (Castelul Huniade) – zamek, sięgający XIV w., pierwotnie wzniesiony w l. 1308–1315 przez króla Węgier Karola Roberta, następnie na nowo w l. 1443–1447 przez węgierskiego magnata Jánosa Hunyadyego, przebudowywany w XVII-XIX w., współcześnie mieści Muzeum Banatu(inne języki)
- Stary Ratusz(inne języki) z l. 1731–1734
- Katedra św. Jerzego (katedra węgierska) z l. 1736–1754
- Sobór Wniebowstąpienia Pańskiego (katedra serbska) z l. 1745–1748
- Pałac książąt Eugen z XVIII w.
- Dom Cuzy (od nazwiska jego pierwszego właściciela) – powstał w XVIII wieku w stylu barokowym. W 1894 przeszedł pierwszą gruntowną renowację i przebudowę w stylu eklektycznym. Obecnie hotel[6]
- Figura św. Jana Nepomucena z 1722 r.
- Kolumna Trójcy Świętej z 1740 r.
- Figura Maryi i św. Jana Nepomucena z 1756 r.
- Kasyno Wojskowe(inne języki) z l. 1744–1775 (barokowe)
- Pałac serbskich biskupów
- Dom Katarzyny Hertl z 1842, zaprojektowany przez budowniczego Timisoary Antona Schmidta[7]
- Pałac Dykasterii(inne języki) z l. 1855–1860
- Synagoga z l. 1863–1865
- Kościół św. Katarzyny z l. 1887–1889
- Nowa Synagoga z l. 1895–1899
- Ratusz, wzniesiony w XX w. według projektu László Székelyego
- Sobór Trzech Świętych Hierarchów (katedra rumuńska) z l. 1937–1940

## Sport
W mieście tym siedzibę ma rumuński klub piłkarski FC Politehnica Timișoara, który został założony w 1921 roku. Drużyna domowe mecze rozgrywa na stadionie im. Dana Păltinișanu, którego pojemność wynosi 32 tys. widzów. Siedzibę ma tu też klub piłkarski Ripensia Timișoara założony w 1928 roku.

## Polacy związani z Timișoarą
- Władysław Limanowski (ur. 1840, Rawa Ruska) – projektował miejscowy teatr, przy którego budowie był kierownikiem[9].

## Osoby urodzone w Timișoarze
- Károly Brocky – malarz węgierski (1807–1855)
- Lőrinc Schlauch – kardynał (1824–1902)
- Ion Ivanovici – rumuński kompozytor (1845–1902)
- Hermann Kövess von Kövesshaza – marszałek polny i ostatni Naczelny Dowódca cesarskiej i królewskiej Armii (1854–1924)
- Margaret Matzenauer – amerykańska śpiewaczka pochodzenia węgierskiego (1881–1963)
- Francesco Illy – włoski przedsiębiorca i wynalazca pochodzenia węgierskiego, ojciec włoskiej kawy (1892–1956)
- Károly Kerényi – mitograf węgierski pochodzenia niemieckiego (1897–1973)
- Rudolf Wetzer – rumuński piłkarz (1901–1993)
- Johnny Weissmuller – amerykański aktor i sportowiec pochodzenia saskiego (1904–1984)
- Emerich Vogl – rumuński piłkarz (1905–1971)
- Adalbert Steiner – rumuński piłkarz (1907–1984)
- Iolanda Balaș – rumuńska lekkoatletka pochodzenia węgierskiego (1936–2016)
- Ana Blandiana – poetka (1942–)

## Miasta partnerskie
- Sassari (Włochy)
- Faenza (Włochy)
- Miluza (Francja)
- Cancún (Meksyk)
- Karlsruhe (Niemcy)
- Rueil-Malmaison (Francja)
- Gera (Niemcy)
- Segedyn (Węgry)
- Treviso (Włochy)
- Nowy Sad (Serbia)
- Palermo (Włochy)
- Shenzhen (Chiny)
- Zrenjanin (Serbia)
- Nottingham (Wielka Brytania)
- Lublin (Polska)

## Galeria

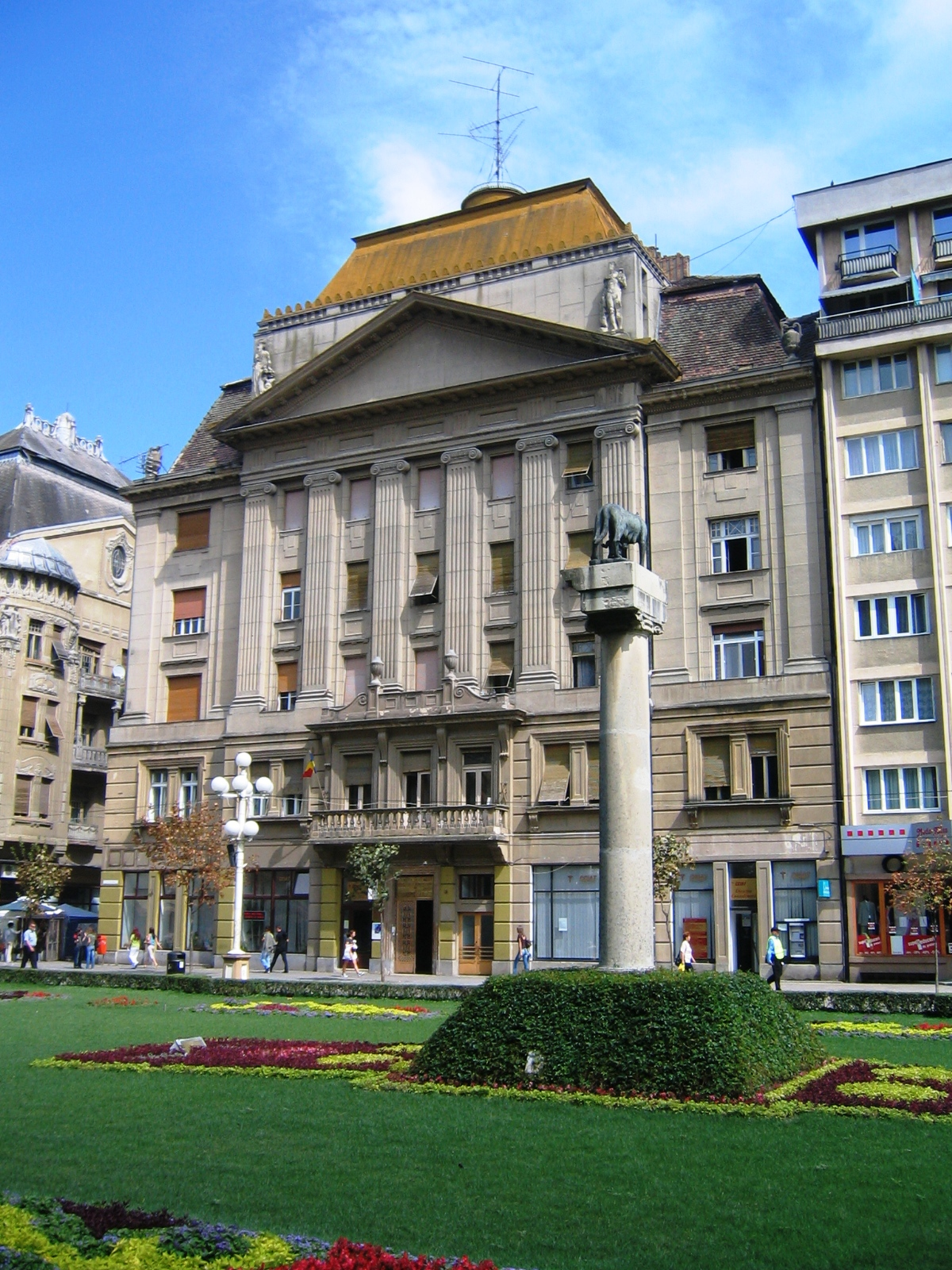
Pałac Camerei de Comerț
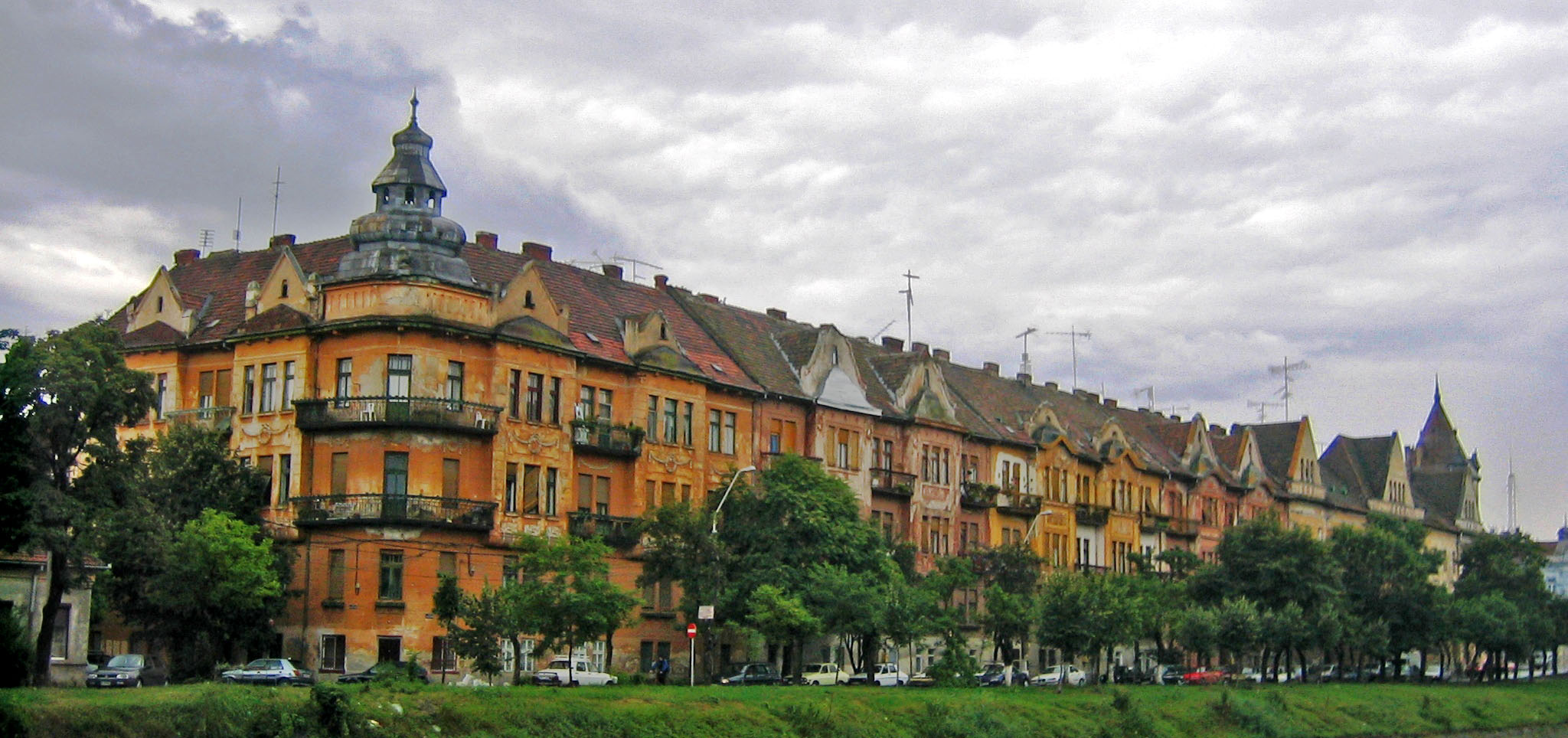
Timișoara
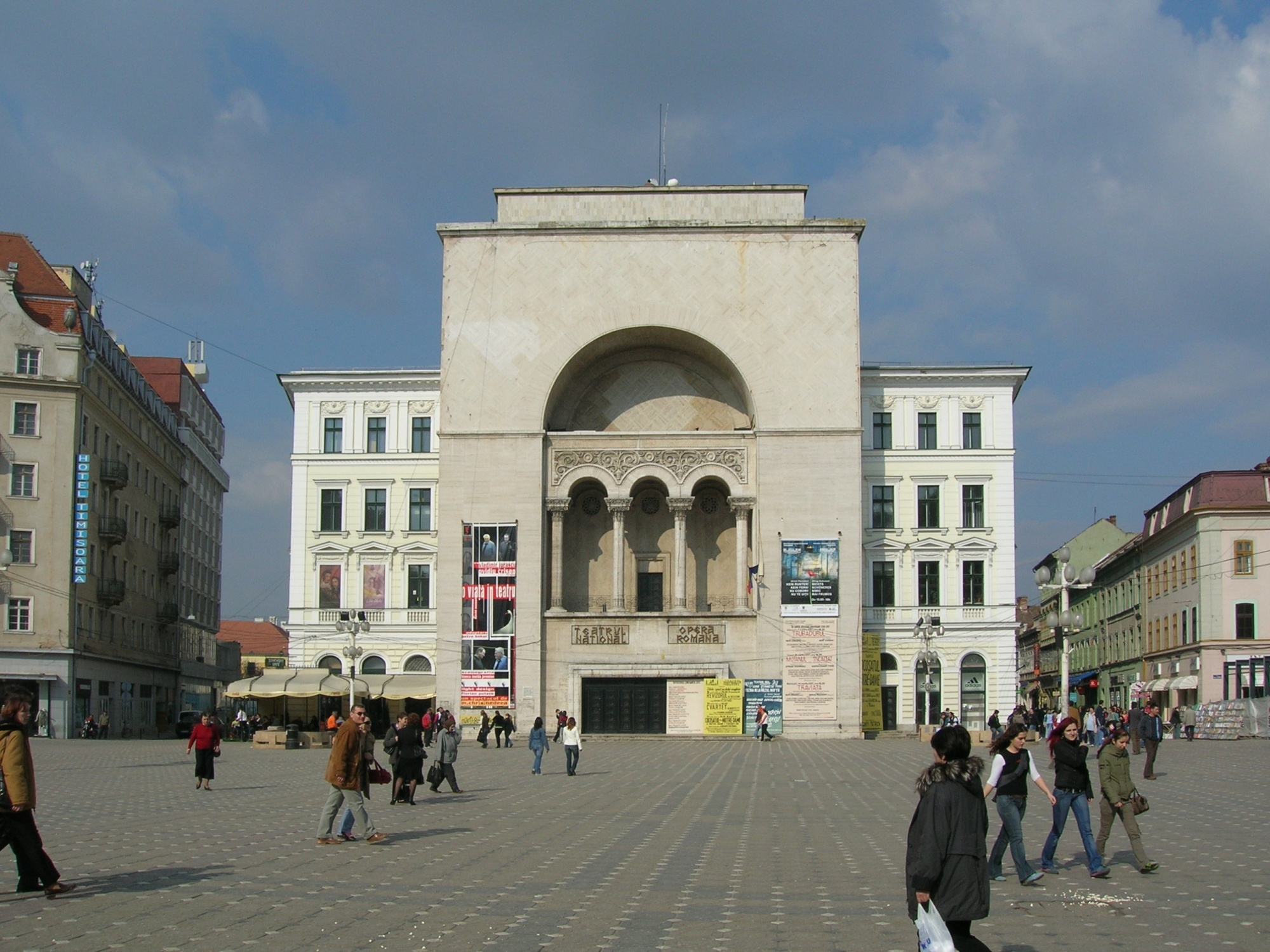
Teatr Narodowy i Opera
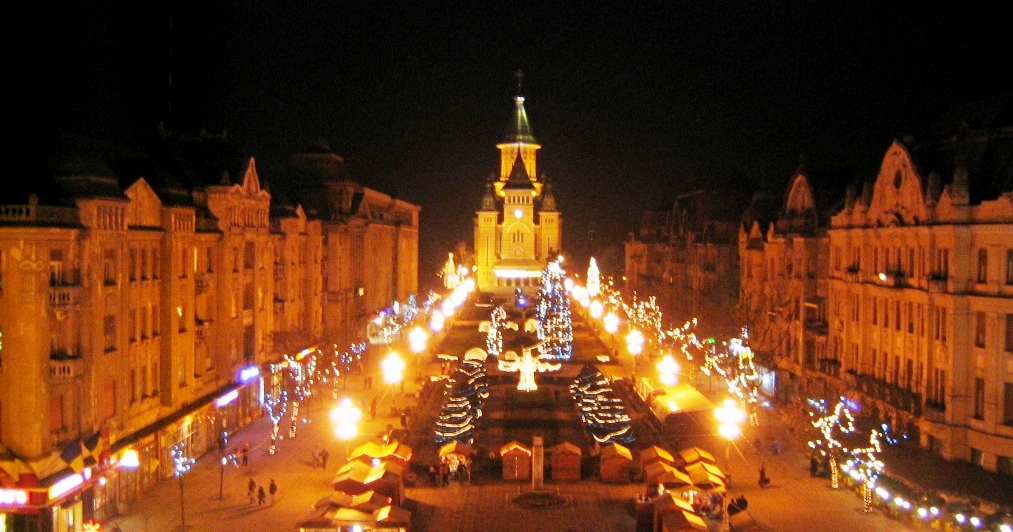
Plac Zwycięstwa nocą
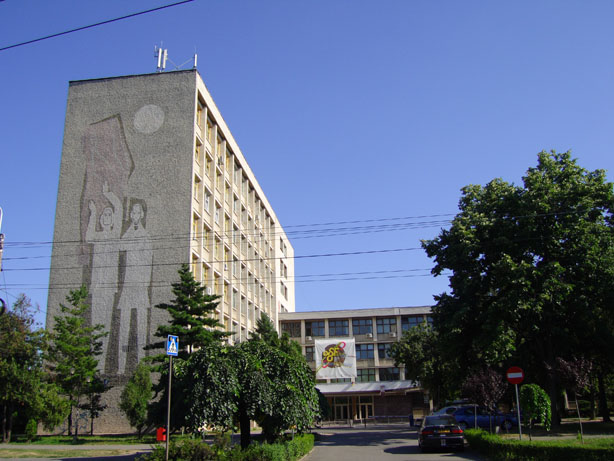
Uniwersytet